# William Byrd I
Pour les articles homonymes, voir William Byrd et Byrd.
William Byrd I, né en 1652, mort le 12 avril 1704, est un orfèvre londonien puis colon en Amérique.

## Biographie
William Byrd I nait en 1652 à Shadwell en Londres, en Angleterre, de John Byrd (vers 1620-1677), un orfèvre londonien, et Grace Stegge. William arrive en Virginie à la fin des années 1660, comme son oncle, le Capitaine Thomas Stegge. Le 27 octobre 1673, on lui accorde 5 km2 de terre sur James River. Byrd devient un bon commerçant de fourrure à Richmond (Virginie). La terre de Byrd est devenue (après sa mort) un site moderne de Richmond. Vers 1673, épouse Maria Horsmanden (?-9 novembre 1699), originaire de Hampton (Kent), en Angleterre, fille de Warham Horsemanden. Ils auront quatre enfants : William Byrd II et trois filles. En 1676, Byrd devient sympathisant de Nathaniel Bacon dans la Rébellion de Bacon, mais n'a probablement jamais été actif dans la rébellion. Byrd est plus tard ami avec le Gouverneur et un citoyen assez connu. En 1676, Byrd construit le Fort de la James River sur la partie du sud de la James River, qui est aujourd'hui le Manchester District, à Richmond.
Byrd est actif dans la vie politique de la Virginie, il siège beaucoup d'années à Chambre des Bourgeois de Virginie.
Il meurt le 12 avril 1704, à sa plantation de Westover (construite par Thodorick Bland et achetée par la famille Byrd. Elle est construite en brique rouges et a échappé à de graves dommages durant la Guerre Civile), dans le Comté de Charles City, en Virginie.

## Sources
- (en) Cet article est partiellement ou en totalité issu de l’article de Wikipédia en anglais intitulé « William Byrd I » (voir la liste des auteurs).
- (en) Carla Mulford, Early American writings, New York : Oxford University Press, 2002.  (ISBN 9780195118407)
- Virtualogy